# Francisco Carlos Novaes
Francisco Carlos Novaes, noto anche con lo pseudonimo di Chiquinho (23 novembre 1965), è un ex giocatore di calcio a 5 brasiliano, campione del mondo con la nazionale brasiliana nel 1992.

## Carriera
Chiquinho ha partecipato alla spedizione brasiliana al FIFA Futsal World Championship 1992 dove i verdeoro si sono laureati Campioni del Mondo. Si tratta dell'unica rassegna mondiale disputata dal laterale.

## Palmarès
- Campionato mondiale: 1

Hong Kong 1992
- Coppa America: 1

San Paolo 1995